# 蒙戈·帕克

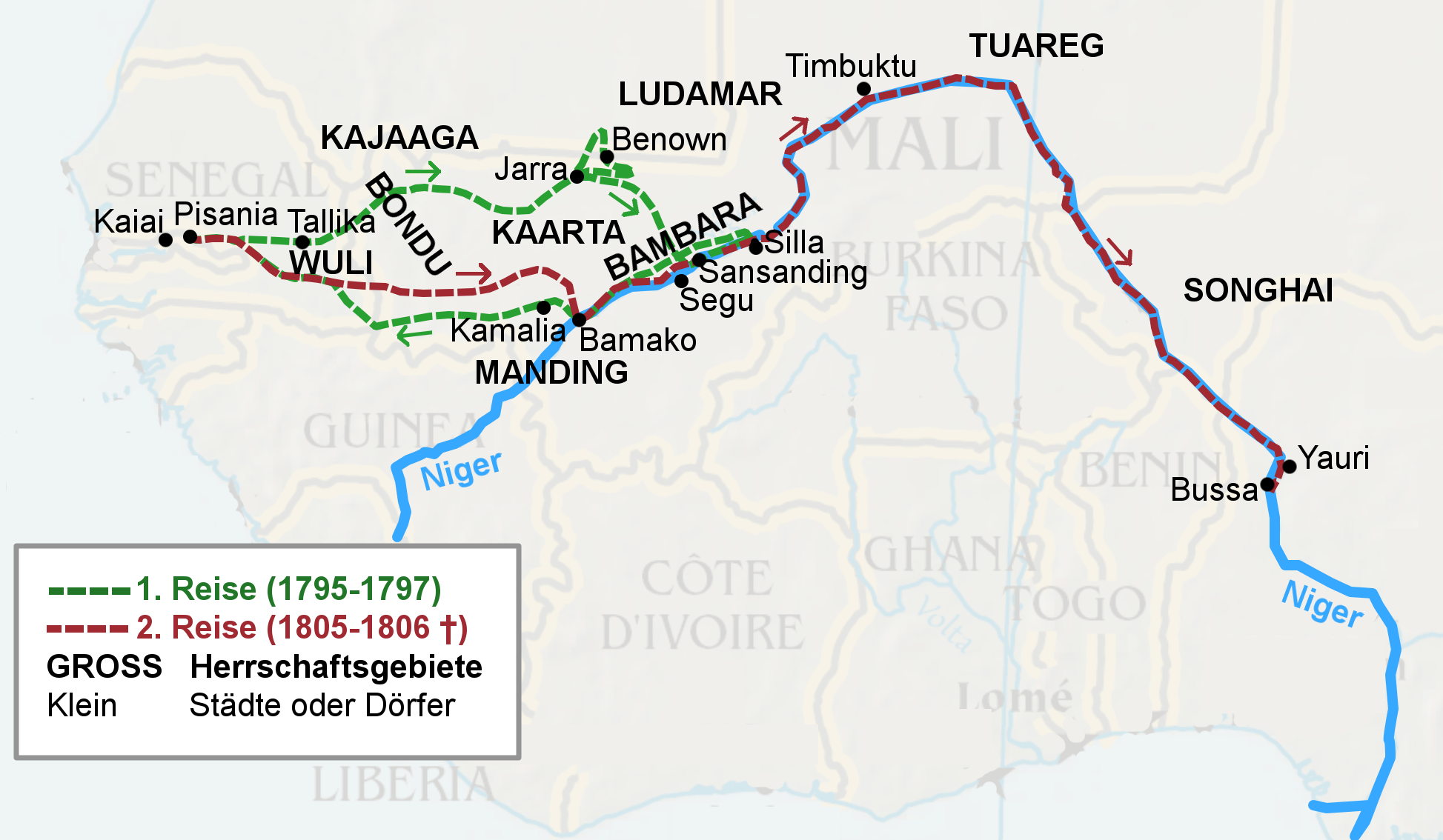
蒙戈·帕克的旅行路线。

蒙戈·帕克（英語：Mungo Park，1771年9月11日—1806年）是一名英国探险家，被认为是第一个考察尼日尔河的西方人。生于苏格兰，1788年进入爱丁堡大学学习医学和植物学。1793年经博物学家约瑟夫·班克斯的推荐，他在一艘前往苏门答腊明古鲁的商船担任助理外科医生，前往明古鲁进行考察。
1795年－1797年受英国非洲协会委托经冈比亚河，寻找尼日尔河河源，东行至尼日尔河上游的塞古，断定尼日尔河是由西向东流注。
1805年－1806年受英国政府的派遣，再次考察尼日尔河，后在布薩附近被袭击，溺死。